# Жослен III од Едесе
Жослен III од Едесе (умро након 1190) био је титуларни гроф Едесе од 1159. године до своје смрти.

## Биографија
Након смрти свога оца Жослена II од Куртенеа, Жослен је понео титулу грофа Едесе иако грофовија више није постојала. Године 1164. Амалрик Јерусалимски покреће поход на Египат и опседа Ширкуа у Билбаи. Нур ад Дин је одлучио да помогне своме војсковођи нападајући небрањене крсташке територије чиме би приморао крсташе да напусте Египат. У бици код Харима заробио је Жослена, Ремона III и Боемунда III. Заробљеништво је провео у истој тамници у којој је његов отац умро. Жосленова сестра Агнеса од Куртенеа сакупила је откуп од 50.000 динара и 1176. године откупила Жослена. Учествовао је у победи Балдуина IV код Монт Жисара 1177. године. На изборима за јерусалимског патријарха подржавао је Хераклија који се кандидовао против Виљема од Тира. Учествовао је и у бици под гором Тавор.
Након смрти Балдуина V, Жослен је учествовао у завери против Ремона III. Намамио га је да дође у Акру. Док је Ремон боравио у Акри, Сибила и Гај су у Јерусалиму крунисани за владаре Јерусалима.
У бици код Хитина командовао је заштитницом заједно са Балијаном од Ибелина. Тако је успео да се спаси од заробљеништва у које су пали скоро сви крсташки барони. Учествовао је у опсади Акре приликом Трећег крсташког похода.

## Породично стабло
|  |                        |  |  |  |  |  |  |  |  |  |  |  |  |  |  |  |
|  | 2. Жослен II од Едесе  |  |  |  |  |  |  |  |  |  |  |  |  |  |  |  |
|  |                        |  |  |  |  |  |  |  |  |  |  |  |  |  |  |  |
|  |                        |  |  |  |  |  |  |  |  |  |  |  |  |  |  |  |
|  | 1. Жослен III од Едесе |  |  |  |  |  |  |  |  |  |  |  |  |  |  |  |
|  |                        |  |  |  |  |  |  |  |  |  |  |  |  |  |  |  |
|  |                        |  |  |  |  |  |  |  |  |  |  |  |  |  |  |  |
|  | 3. Béatrice de Saône   |  |  |  |  |  |  |  |  |  |  |  |  |  |  |  |
|  |                        |  |  |  |  |  |  |  |  |  |  |  |  |  |  |  |
|  |                        |  |  |  |  |  |  |  |  |  |  |  |  |  |  |  |